# Aire urbaine de Dinan
L'aire urbaine de Dinan est une aire urbaine française constituée autour de Dinan, dans les Côtes-d'Armor. Composée de 9 communes, elle comptait 27 782 habitants en 2013.

## Composition
| Nom           | Code Insee | Statut           | Superficie (km2) | Population (dernière pop. légale) | Densité (hab./km2) |
| ------------- | ---------- | ---------------- | ---------------- | --------------------------------- | ------------------ |
| Dinan (siège) | 22050      | commune nouvelle | 8,71             | 14 966 (2022)                     | 1 718              |
| Bobital       | 22008      |                  | 4,99             | 1 143 (2022)                      | 229                |
| Calorguen     | 22026      |                  | 8,48             | 722 (2022)                        | 85                 |
| Le Hinglé     | 22082      |                  | 3,37             | 912 (2022)                        | 271                |
| Lanvallay     | 22118      |                  | 14,61            | 4 235 (2022)                      | 290                |
| Léhon         | 22123      |                  | 4,6              | 3 072 (2015)                      | 668                |
| Quévert       | 22259      |                  | 12,48            | 3 963 (2022)                      | 318                |
| Saint-Carné   | 22280      |                  | 8,36             | 1 140 (2022)                      | 136                |
| Trélivan      | 22364      |                  | 11,1             | 2 875 (2022)                      | 259                |

### Évolution de la composition
- 1999 : 17 communes (dont 5 forment le pôle urbain)
- 2010 : 9 communes (dont 8 forment le pôle urbain)
  - Aucaleuc, Brusvily, Saint-Hélen, Saint-Samson-sur-Rance, Taden, Trévron, La Vicomté-sur-Rance et Vildé-Guingalan deviennent des communes multipolarisées (-8)

## Caractéristiques en 1999
D'après la délimitation établie par l'INSEE, l'aire urbaine de Dinan est composée de 17 communes, toutes situées dans les Côtes-d'Armor. 
5 des communes de l'aire font partie de son pôle urbain, l'unité urbaine (couramment : agglomération) de Dinan.
En 1999, ses 32 903 habitants faisaient d'elle la 186e des 354 aires urbaines françaises.
Les 12 autres communes, dites monopolarisées, sont toutes des communes rurales.
L’aire urbaine de Dinan appartient à l’espace urbain de Rennes.
Le tableau suivant détaille la répartition de l'aire urbaine sur le département (les pourcentages s'entendent en proportion du département) :
| Département   | Communes | Communes (%) | Superficie (km²) | Superficie (%) | Population (1999) | Population (%) |
| ------------- | -------- | ------------ | ---------------- | -------------- | ----------------- | -------------- |
| Côtes-d'Armor | 17       | 4,6          | 155,25           | 2,3            | 32 903            | 6,1            |

En 2006, la population s’élevait à 35 434 habitants.